# Руфре-Мендола
Руфрѐ-Мѐндола (на италиански: Ruffré) е община в Северна Италия, автономна провинция Тренто, автономен регион Трентино-Южен Тирол. Административен център е село Руфре (Ruffré), което е разположено на 1200 m надморска височина. Населението на общината е 404 души (към 2018 г.).